# مريم رجوي
مريم رجوي (بالفارسية: مريم رجوى) (4 ديسمبر 1953)، هي سياسية والرئيسة المنتخبة للمجلس الوطني للمقاومة الإيرانية (NCRI)، مریم رجوي اختارت الفترة الانتقالية. وتعبر خطته المكونة من عشر نقاط عن "إيران الغد" عن آراء واستراتيجيات المجلس الوطني للمقاومة وبرنامج عمل المقاومة الإيرانية من أجل إيران غد حرة. و هي أيضا زعيمة منظمة مجاهدي خلق الإيرانية مع مسعود رجوي.

## سيرة حياة
ولدت مریم رجوي في عائلة من الطبقة الوسطى. وهي خريجة في فرع هندسة المعادن من جامعة شريف التكنولوجية. وفي عقد السبعينات تعرفت مريم رجوي على حركة مجاهدي خلق وكان ذلك عن طريق شقيقها الذي كان سجينًا سياسيًا في عهد الشاه، ولقد بدأت نشاطاتها مع حركة مجاهدي خلق بالاتصال مع عوائل الشهداء والسجناء السياسيين وكانت ذات صفة تحررية حيث قادت الحركة الطلابية ضد النظام الشاه. لها بنت، ولقد أعدمت إحدى شقيقاتها وهي نرجس من قبل نظام الشاه، وكذلك أعدمت شقيقتها الصغرى بعد سقوط حكم الشاه، وبعد مدة تم إعدام زوج معصومة أيضًا.

## دورها بعد سقوط الشاه
بعد سقوط نظام الشاه أدت مريم وبصفتها إحدى المسؤولين عن القسم الاجتماعي دورًا مفصلياً في استقطاب طلاب المدارس والجامعات وتنظيم الاحتجاجات في مختلف أحياء طهران بما فيها احتجاجات ربيع عام 1981 والمظاهرات التي أقيمت في طهران يوم 20 حزيران من العام نفسه.وخلال هذه الفترة كانت مريم مرشحة من قبل مجاهدي خلق في الانتخابات التشريعية النيابة من طهران حيث حصلت على 250 ألف صوت في طهران، وأصبحت بذلك صالحة لدخول البرلمان الإيراني ولكن النظام الحاكم في إيران حال دون دخول حتى واحد من مجاهدي خلق إلى البرلمان ليحتل مقعدًا للنيابة فيه. وبعد انطلاق المقاومة يوم 20 حزيران عام 1981 هوجم مقر إقامتها لعدة مرات ولكنها نجت من هذه الهجمات. وفي عام 1982 انتقلت إلى فرنسا واستقرت في باريس حيث موقع المركز السياسي لحركة مجاهدي خلق والذي يتخذ منها المجلس الوطني للمقاومة الإيرانية مقرًا لهُ وتولت فيها مسؤوليات مختلفة.

## المسؤولیات
انضمت مريم في شهر شباط (فبراير) عام 1985 إلى قيادة المنظمة، وبعد أربع سنوات من ذلك شغلت منصب الأمينة العامة لمنظمة مجاهدي خلق الإيرانية. وخلال توليها هذا المنصب وفّرت التسهيلات والتمهيدات لمشاركة النساء بشكل أفضل في جميع مستويات وفروع المقاومة، وفجرت ثورة في جميع نشاطات ورؤى حركة المقاومة. وبفضل قيادتها وما وفرتها هي من الظروف والفرص أمام النساء حصلت بعض النساء على مسؤوليات هامة في المقاومة الإيرانية. وتشكل النساء ثلث أعضاء قاعدة جيش التحرير وأغلبية قادته ونصف الأعضاء في برلمان المقاومة في المنفى (المجلس الوطني للمقاومة الإيرانية) ويؤیدن دورهن الحاسم في جميع المجالات السياسية والثقافية والتنفيذية والإدارية.

## الرئاسة لفترة الإنتقالیة
وفي يوم 28 آب (أغسطس) عام 1993 اختار المجلس الوطني للمقاومة الإيرانية السيدة مريم رجوي رئيسة مقبلة لإيران في فترة انتقال السلطة إلى الشعب. إلا أنها استقالت في 17 أيلول (سبتمبر) 1993 عن جميع مناصبها في منظمة مجاهدي خلق الإيرانية، وقالت بخصوص موقعها الجديد في المقاومة الإيرانية: (إني وفي موقعي الجديد أعتبر أن أكثر مسؤولياتي جدية هي خلق تضامن وطني وتوسيع نطاقه إن حركة المقاومة الإيرانية ليست حركة سياسية فحسب وإنما حركة إنسانية تمامًا). ألقت تأبين الفنانة الراحلة مرضيه في 2010

## الأنشطة الدولية
خلال إقامتها في أوروبا، سافرت مريم رجوي إلى بلدان أوروبية مختلفة والتقت بمسؤولي تلک الدول. من بين هذه الزیارات، يمكننا أن نذكر رحلتها إلى فنلندا في مارس 20229 كما زارت آلمانیا في أبريل 2009 بدعوة من مجموعة من البرلمانيين الألمان.
في الخامس من حزیران (يونيو) 2009 في تجمع كبير للإيرانيين في بلدة تافرني  بباريس، ألقت مريم رجوي خطابًا وقالت للحكومة الإيرانية إنها يجب أن "ترحل إلی الجحیم". وذكرت بعض وكالات الأنباء أن عدد المشاركين في هذا التجمع يصل إلى 100 ألف شخص.
في 29 اذار 2009 ألقت مريم رجوي كلمة أمام اجتماع وزراء خارجية مجموعة الثماني ودعت إلى فرض عقوبات فورية وشاملة على النظام الحاكم في إيران. وقالت: "معاقبة نظام القرون الوسطى هذا هي الخطوة الأولى الضرورية لمنعه من الحصول على القنبلة الذرية والطلب العاجل للشعب الإيراني الذي يريد تغيير هذا النظام برمته".
التقت مريم رجوي بالسيناتور مک کین في ألبانيا في 14 أبريل 2017 ، وأكدت خلال هذا الاجتماع أن النظام الديني الحاكم في إيران هو المصدر الرئيسي للإرهاب.
وفي أعقاب موجة الاعتقالات خلال احتجاجات إيران في تشرين الثاني 2018، طلبت مريم رجوي من الأمم المتحدة إرسال فرق تحقيق وتقصي حقائق على الفور إلى إيران، مشيرة إلى خطر تعذيب وإعدام المعتقلين. وأکدت أن قادة الحكومة الإيرانية يجب أن يواجهوا العدالة لارتكابهم جرائم ضد الإنسانية.
في يونيو 2020، دعمت غالبية أعضاء مجلس النواب الأمريكي في «قرار ثنائي الأحزاب» مريم رجوي، والمجلس الوطني للمقاومة الإيرانية وإيران تقام علی أساس فصل الدین عنه الدولة والديمقراطية وأدانوا إرهاب الدولة للنظام الإیراني. في هذا قرار، طالب 221 عضوًا في الكونغرس، بالإضافة إلى دعمهم لخطة رجوي المكونة من 10 نقاط، منع "الأنشطة التخريبية المستهدفة للبعثات الدبلوماسية التي یمارسها النظام الإيراني.
في يوليو 2021 ألقت مريم رجوي خطابًا في مظاهرة اقمیت للاحتجاج على انتخاب إبراهيم رئيسي رئيسًا لإيران في برلين، ووصفت رئيسي بانه مسؤول عن ارتکاب مذبحة 30 ألف سجين سياسي في عام 1988.
في مايو 2022، أعلن مايك بومبيو، وزير خارجية السابق للولايات المتحدة، دعمه لرجوي وللمجلس الوطني للمقاومة الإيرانية خلال اجتماع له مع مريم رجوي في المقر المرکزي  لمجاهدي خلق في أشرف3 بآلبانیا.
قدم توم مكلينتوك والعديد من النواب الآخرين للكونغرس الأمريكي القرار رقم 100 لمجلس النواب الذي حصل علی اغلبیة أعضاء الکنغرس وأعرب النواب عن دعمهم  لخطة مريم رجوي المكونة من عشر نقاط لإقامة جمهورية ديمقراطية غير نووية تقوم على فصل الدين عن الدولة.
في 21 مايو 2023، وقع أكثر من مائة من قادة العالم السابقين على رسالة موجهة إلى رئيس الولايات المتحدة الأمريكية ونظرائه في كندا وبريطانيا وأوروبا، أعلنوا فيها دعمهم لخطة مريم رجوي المكونة من 10 نقاط. وشددوا على أنهم "نعلم أنه على مدى أربعة عقود، ناضل الائتلاف الديمقراطي للمجلس الوطني للمقاومة الإيرانية (NCRI) باستمرار وبلا كلل من أجل التغيير الديمقراطي".

## الآراء

### خطة إيران الغد
عرضت مريم رجوي آراء واستراتيجيات المجلس الوطني للمقاومة من أجل إيران الغد الحرة بخطة النقاط العشر
في الخطة المكونة من 10 نقاط، ‌‌‌أعلنت رجوي التزامها بالإعلان العالمي لحقوق الإنسان والوثائق الدولية الأخرى. كما دعت إلى إلغاء عقوبة الإعدام، وإقامة نظام حقوقي حديث واستقلال القضاء، والتعايش السلمي مع دول المنطقة، والعلاقات مع جميع الدول، واحترام ميثاق الأمم المتحدة ووقف إنتاج السلاح النووي جزء آخر من هذه الخطة.
مريم رجوي ترفض الحجاب الإجباري، ودعت في خطاباتها المختلفة إلى إلغاء الحجاب الإلزامي. وفي خطاباتها المختلفة بما في ذلك في خطابها في 23 فبراير2010 في البرلمان الأوروبي، عبرت عن آرائها وطروحاتها بهذا الصدد.

### وجهات نظر أخرى
مريم رجوي تعتقد أن "الخلاص من التهديد النووي والإرهاب للحكومة الإيرانية هوالتخلص من النظام برمته". و"التغيير الديمقراطي وانهاء الفاشية الدينية" في إيرانِ، "ضروري للسلام والديمقراطية والأمن والاستقرار في المنطقة".
تناشد مريم رجوي لفرض العقوبات علی النظام الحاکم في‌ إيران وقطع العلاقات التجارية والدبلوماسية للدول مع هذه الحكومة.
عقب موجة الاعتقالات التي رافقت احتجاجات إيران في نوفمبر ۲۰۱۹واحتجاجات إيران ۲۰۲۲، طلبت مريم رجوي من الأمم المتحدة إرسال فرق تقصي الحقائق على الفور إلى إيران مشیرة إلی خطر الإعدام والتعذیب الذي یهدد المعتقلین. وشددت علی إن قادة الحكومة الإيرانية يجب أن يواجهوا العدالة لارتكابهم جرائم ضد الإنسانية.

## بیانات ومواقف
قالت مريم رجوي، بعد موت إبراهيم رئيسي: «لعنة الأمهات والمطالبين بمقاضاة المتورطين في سفك دماء الشهداء والقتلى الذين بقوا على مواقفهم ثابتين ولعنة الله والشعب والتاريخ تلاحق سفاح مجزرة 1988. ضربة استراتيجية من العيار الثقيل لا يمكن تعويضها يتلقاها خامنئي ومجمل نظام الإعدامات والمجازر مع عواقب وأزمات تطال كامل الاستبداد الديني حيث يدفع المنتفضين للمضي قدما.»
هنأت مريم رجوي، الشعب السوري، لا سيما الشباب الثوار والسجناء السياسيين وعائلات مئات الآلاف من شهداء الثورة السورية، بسقوط الدكتاتور بشار الأسد، أحد أكبر مجرمي القرن الواحد والعشرين، متمنية أن يكون هذا الانتصار التاريخي بداية الديمقراطية والحرية والرفاه والتقدم للشعب السوري الشقیق. وأضافت: وحان وقت إسقاط نظام الملالي. قد انهار الآن «العمق الاستراتيجي» للديكتاتورية الدينية في إيران ويجب طردها من جميع دول المنطقة. إن إزالة هيمنة نظام ولاية الفقيه في العراق ودول المنطقة كان مطلبًا قديمًا للمقاومة الإيرانية. وهذا هو مقدمة لتحرير الشعب الإيراني من شر الفاشية الدينية.

## التألیفات

### كتب
- مسيرة كبيرة نحو الحرية[42]

- إيران الغد. آراء مريم رجوي[43]

- لا لحجاب إجباري ، ولا لدين إجباري، ولا لحكم إجباري[44]

- المرأة والإسلام و التطرف الدیني. مريم رجوي[45]

- إيران بلا إعدام[46]

- نظام الملالي في إيران ، مركز التطرف الدیني والإرهاب.[47]

- الحرية جوهرة الإسلام الحقيقية[48]

- المرأة قوة التغيير[49]

- الكل من أجل الحرية[50]

- نحو الحرية[51]

## المقابلات
- مقابلة مجلة اسبانول El Español مع مريم رجوي: النظام الإيراني في طريق مسدود. لقد حافظ على نفسه بالقمع فقط - 19 فبراير 2018[52]
- مقابلة جريدة اليوم السابع المصرية مع مريم رجوي: الانتفاضة الأخيرة انفجار سياسى ناتج عن تراكم غضب شعبى عارم[53]
- مقابلة جريدة الشرق الأوسط مع مريم رجوي: زعيمة «المقاومة الوطنية الإيرانية»: النظام الإيراني مستميت لبقاء الأسد خوفا من سقوط طهران[54]
- مقابلة قناة سكاي نيوز عربیة مع مريم رجوي: لقاء خاص مع زعيمة المعارضة الإيرانية[55]
- مقابلة قناة العربية - نقطة نظام مع مريم رجوي: الشعب الإيراني لا يريد دستوراً جاءت من خلاله ولاية الفقيه.[56]
- مريم رجوي في حوار موسع لـ«الرياض»: نظام الملالي ديکتاتوریة‌ دینیة غير قابلة للإصلاح[57]
- مقابلة قناة العربیة – البعد الآخر | زعيمة المعارضة الإيرانية مريم رجوي[58]
- مريم رجوي لـ"العرب": كل المرشحين للرئاسة الإيرانية متفقون على تصدير الإرهاب[59]
- مريم رجوي تشكف حقيقة الاحتجاجات الإيرانية في لقاء خاص لأورينت[60]

## خطة الاغتيال في تجمع 2018
في عام 2018 ، ألقي القبض على أسد الله أسدي، وهو دبلوماسي إيراني يعيش في فيينا، في قضية جذبت الكثير من الاهتمام لتخطيطه لعملية ضد المعارضة الإيرانية الحاشدة‌ في‌ قاعة‌ الإجتماع بفیلبنت ضواحي‌ باریس شارك فیه حوالي‌ 100 الف. وکان الهدف الرئیسی للعملیة‌ المعارِضَة مريم رجوي. ثم حوكم عليه بالسجن 20 عاما. كما کان قد حضر هذا التجمع مدنيون وشخصيات بارزة من الدول الغربية حیث ألقوا خطبهم(بما في ذلك رودي جولياني وستيفن هاربر وبيل ريتشاردسون). من خلال أخذ رهائن من أحد المواطنين البلجيكيين في إیران ، أبرمة الحكومة الإيرانية صفقة مع الحكومة البلجيكية للإفراج عن أسد الله أسدي ، الأمر الذي اشتكت منه مريم رجوي وعدد من الشخصيات المشاركة في التجمع وطعنوا فيها.